# 凱西·穆里根
凱西·穆里根（英語：Casey B. Mulligan）是美國經濟學家、芝加哥大学经济学教授，2018年9月至2019年8月期間擔任白宫经济顾问委员会首席经济学家。
穆里根的主要研究领域是税收、监管、社会保险、政府行为等“公共经济学”。作为典型的芝加哥学派经济学家，他主张「去监管」、缩减被认为会打击就业积极性的社会福利项目，也曾是反对“奥巴马医保”的权威之一。在经济理念上与唐納·川普颇为投契的穆里根於2018年正式投身特朗普政府，任白宫经济顾问委员会首席经济学家，直到2019年中。
2020年，穆里根将他在白宫的工作经歷写成了一本回忆录《你被雇用了：一位平民主义总统未被讲述的成功与失败》（You’re Hired: Untold Successes and Failures of a Populist President）。穆里根在书中描繪特朗普治下的白宮為有序、高效、目标坚定、成果丰硕，而特朗普本人则是一个“为人民代言”的“实验者”。穆里根也在書中驳斥了许多外界对于白宫的批评，还通过第一视角为特朗普本人所遭受的质疑辩护。